# Hatano Takanori
Takanori Hatano (sinh ngày 6 tháng 9 năm 1994) là một cầu thủ bóng đá người Nhật Bản.

## Sự nghiệp câu lạc bộ
Takanori Hatano đã từng chơi cho Fagiano Okayama.